# Andrew Fleming (Regisseur)
Andrew Fleming (* 14. März 1963) ist ein US-amerikanischer Regisseur.

## Karriere
Er produzierte die Filme Bad Dreams, Einsam Zweisam Dreisam, The Craft (der Hexenclub), Dick, Nancy Drew, Hamlet 2 and The In-Laws.
Fleming studierte Filmwissenschaften an der New York University und ist homosexuell.

## Filmografie
- 1988: Vision der Dunkelheit (Bad Dreams)
- 1994: Einsam Zweisam Dreisam (Threesome)
- 1996: Der Hexenclub (The Craft)
- 1999: Ich liebe Dick (Dick)
- 2000: Starlets (Fernsehserie, 4 Episoden)
- 2003: Ein ungleiches Paar (The In-Laws)
- 2007: Nancy Drew, Girl Detective (Nancy Drew)
- 2007: The Loop (Fernsehserie, 1 Episode)
- 2008: Hamlet 2
- 2015: Red Oaks (Serie, 2 Episoden)
- 2018: Ideal Home[2]
- 2020: Emily in Paris (Fernsehserie, 6 Episoden)